# Горлиця (рід)
Горлиця (Streptopelia) — рід голубових, що налічує 13 видів. Родова назва походить від грец. στρεπτος — «комір», грец. πελεια — «голуб»

## Поширення
Ареал обмежується Африкою та Євразією. Деякі види були успішно введені в Австралію, Нову Зеландію й тихоокеанські острови, а горлиця садова (Streptopelia decaocto) — в США.

## Морфологія
Це птахи невеликого чи середнього розміру, що мають струнку будову тіла. Хвіст відносно довгий. Усі види мають 12-пері хвости і їх оперення переважно відтінків сірого та коричневого, низ відтінків рожевого. Більшість з них мають чорний «комір» на верхній частині шиї.

## Галерея

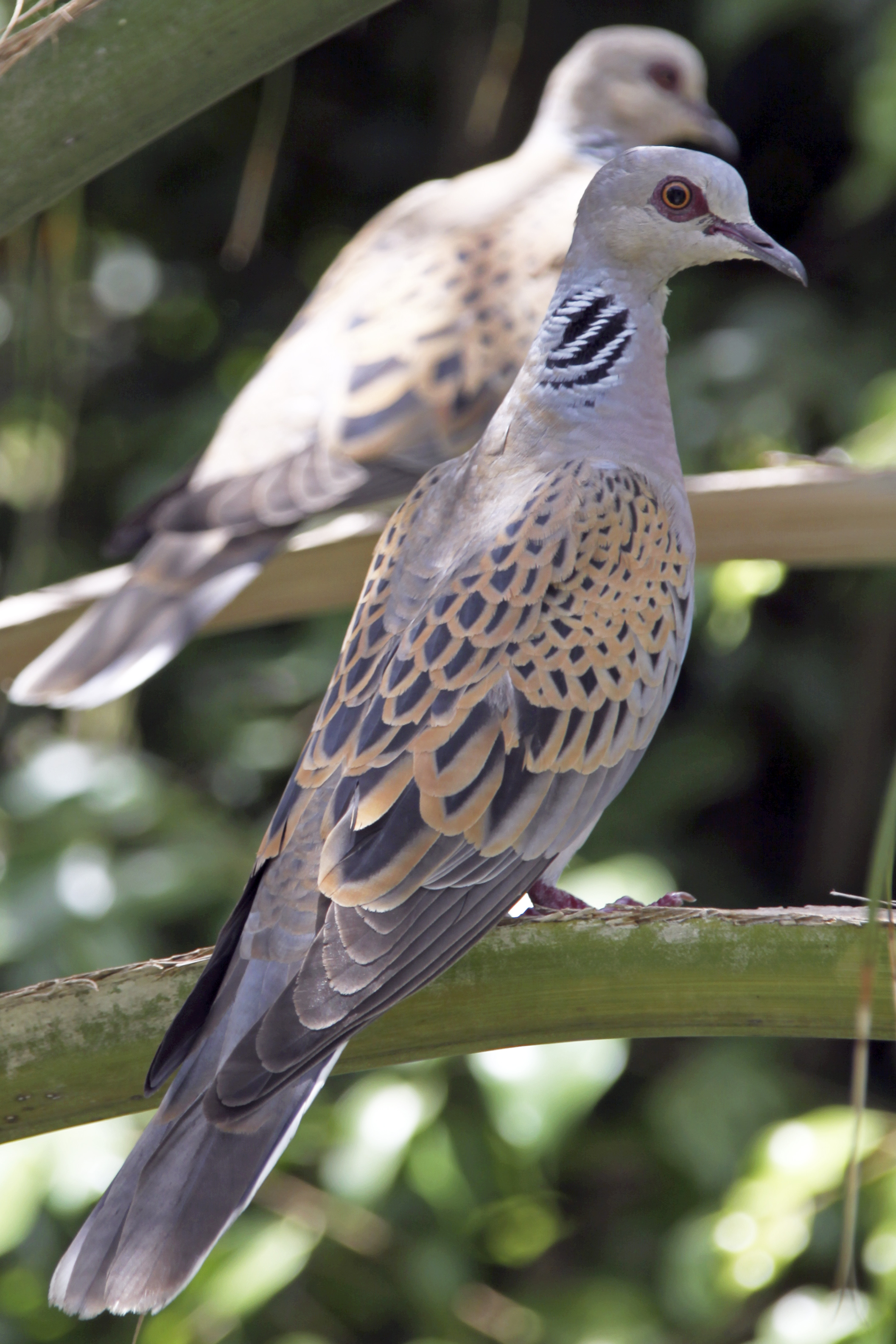
Streptopelia turtur
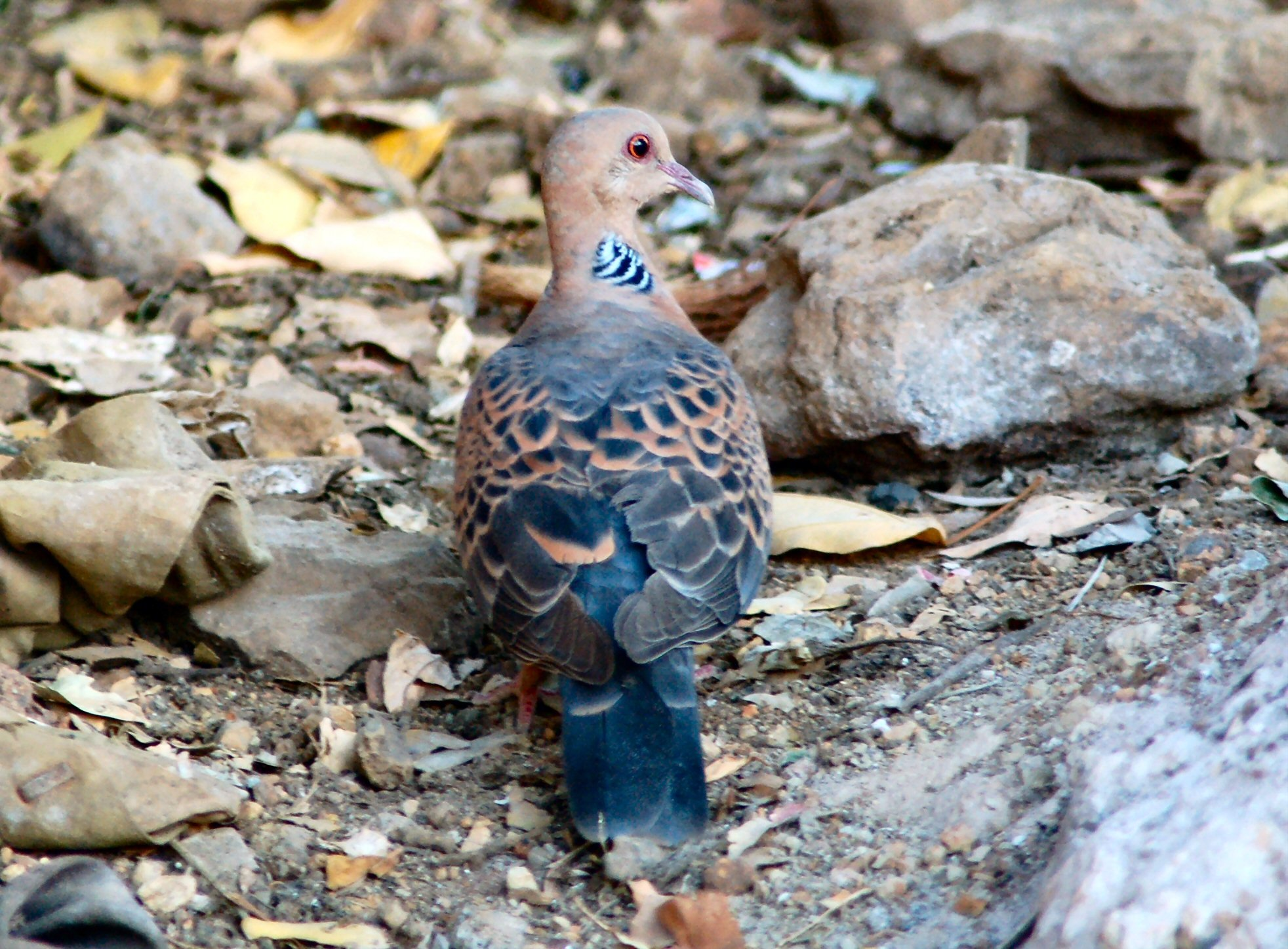
Streptopelia orientalis
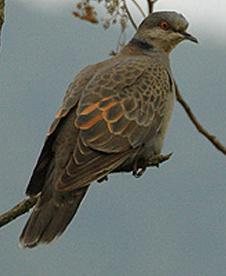
Streptopelia lugens
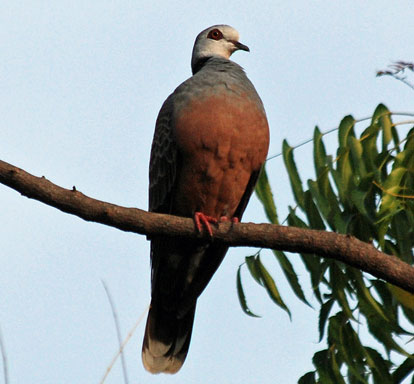
Streptopelia hypopyrrha
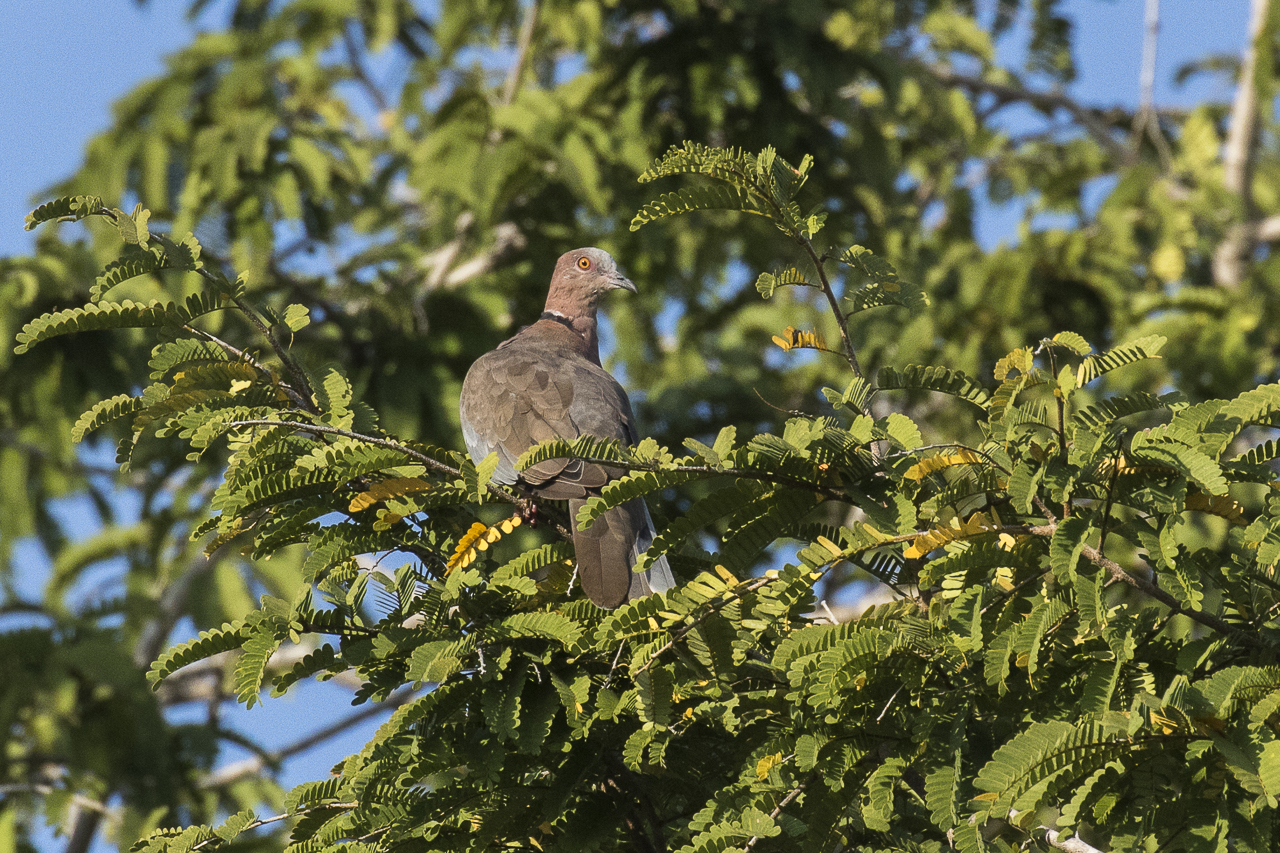
Streptopelia bitorquata
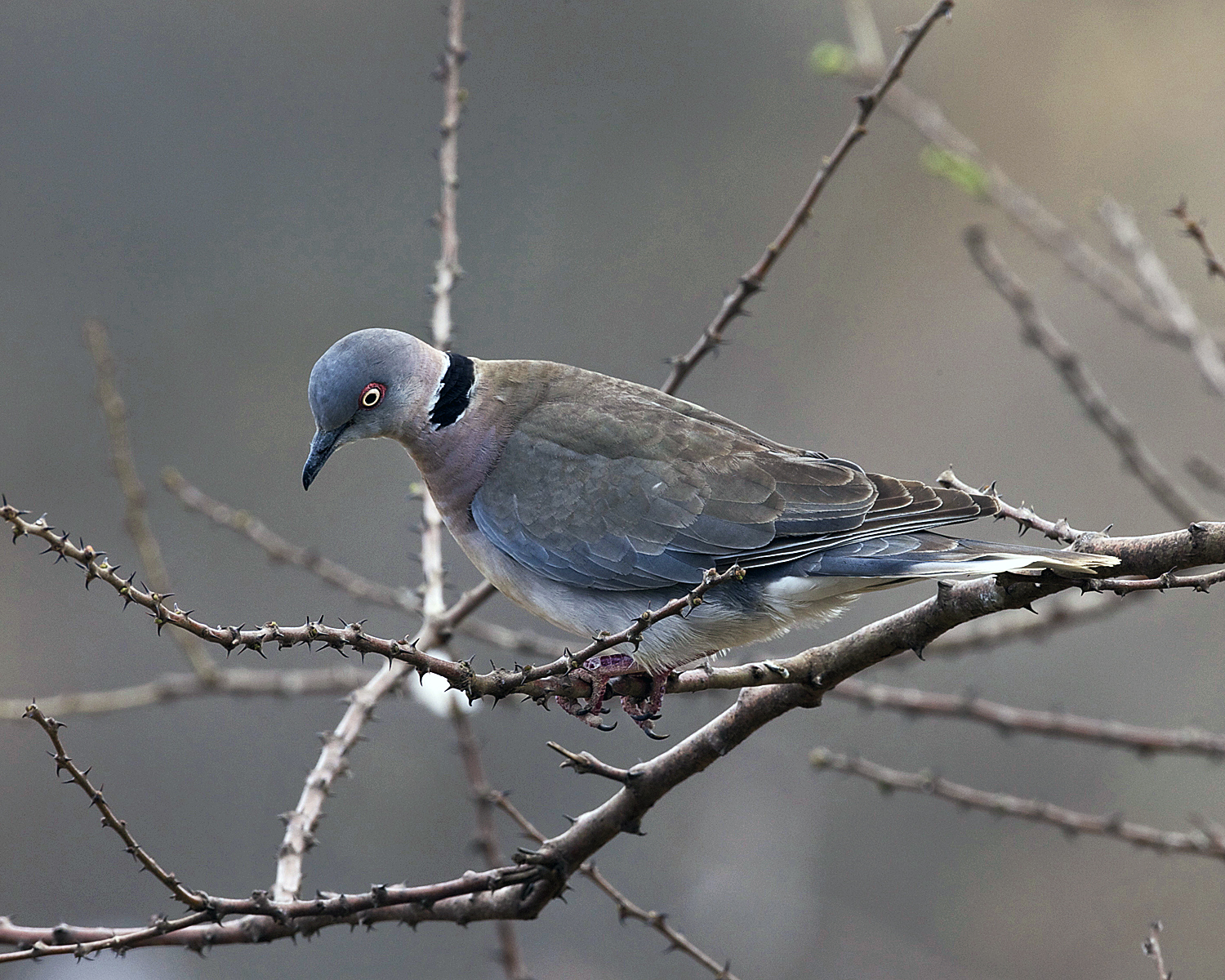
Streptopelia decipiens
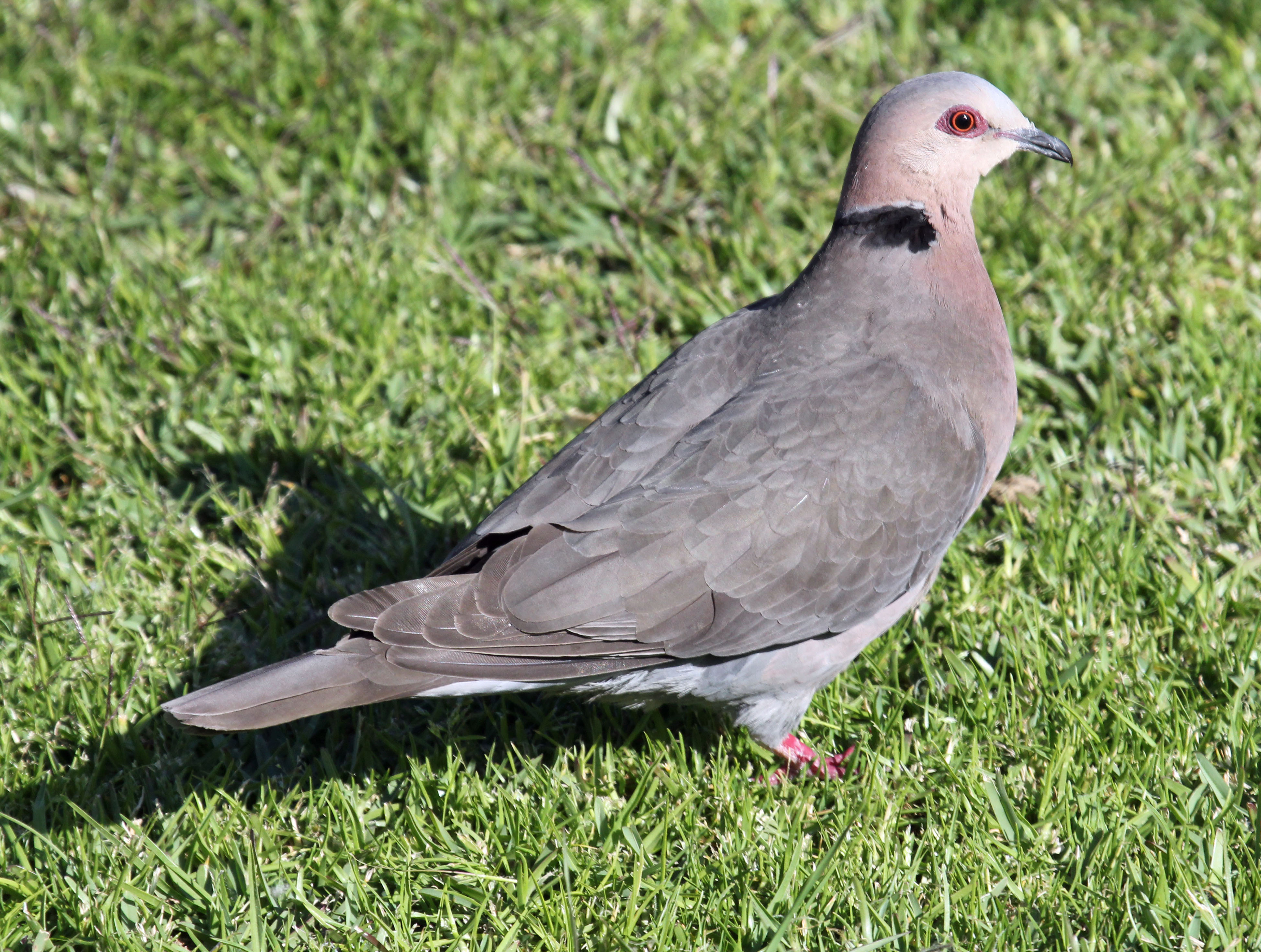
Streptopelia semitorquata
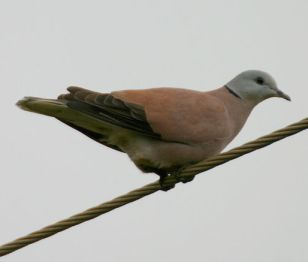
Streptopelia tranquebarica